# Guntung (Tanjung Tiram)
Guntung is een bestuurslaag in het regentschap Batu Bara van de provincie Noord-Sumatra, Indonesië. Guntung telt 1901 inwoners (volkstelling 2010).